# هاسکوزولورن (سیریک)
هاسکوزولورن (ترکی استانبولی: Haskızılören) یک محله در ترکیه است که در ناحیهٔ سریک، آنتالیا واقع شده است. جمعیت این محله تا سال ۲۰۲۲ برابر با ۳۹۱ نفر بوده است.